# Črešnjevec, Vojnik
Črešnjevec je naselje v Občini Vojnik.